# Alexander Dennis

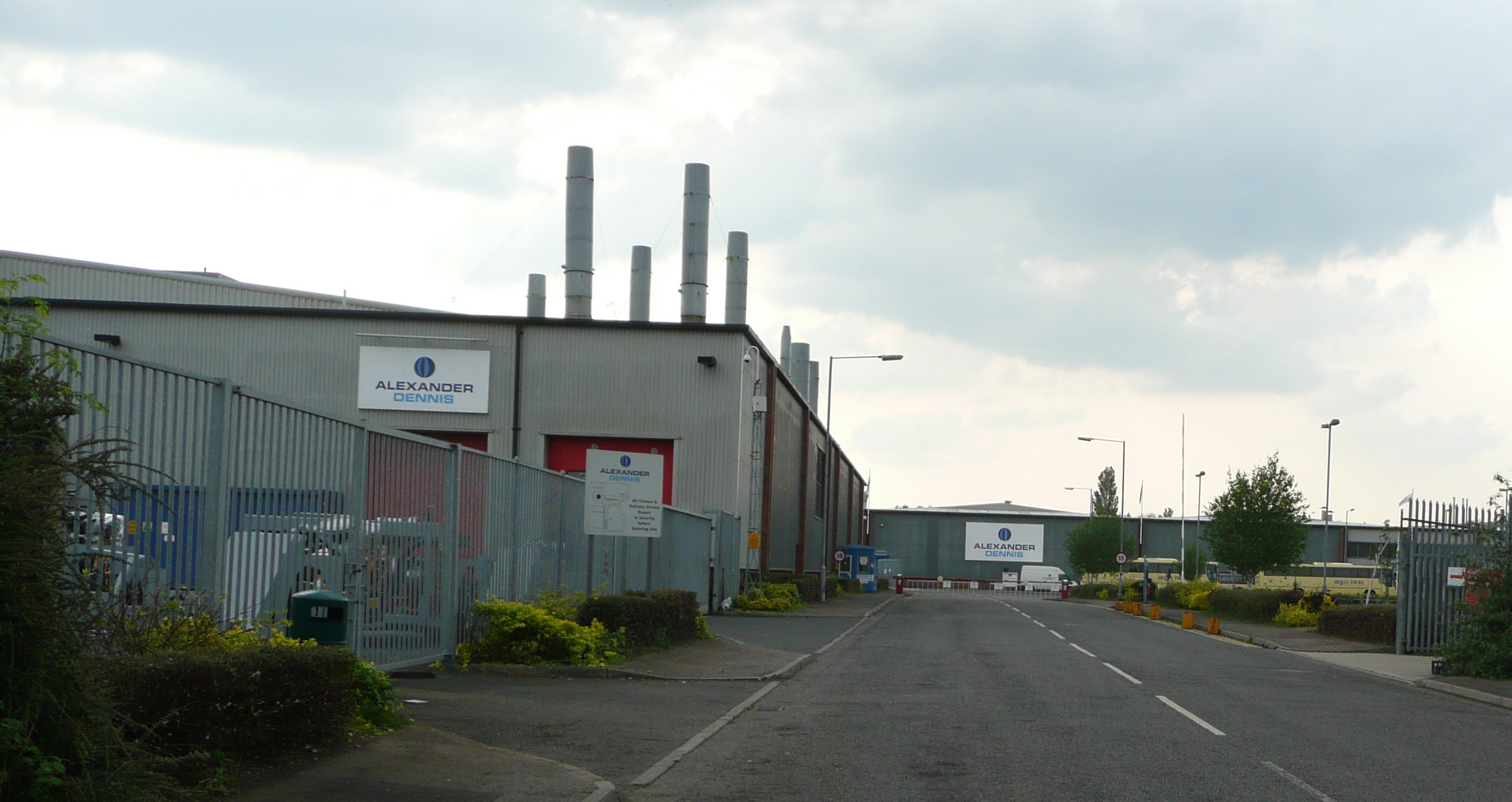
Завод в Гилфорде

Alexander Dennis Limited — производитель автобусов из Великобритании. Свою продукцию фирма выпускает в основном на шасси иностранных компаний.

## Малый класс
Beaver — школьный автобус на шасси Mercedes-Benz Vario, длиной 7,7 метра. Двигатель Mercedes-Benz (136 л.с.)
Cheetah — туристический автобус, длиной 8,5 метров, 33 сиденьями, шасси Mercedes-Benz Vario.

## Большой класс
Profile — междугородный автобус с 57 местами для сидения (в школьном варианте до 70 мест).
Paragon — туристический автобус с высокой крышей.
Panther — туристический автобус с высокой крышей.

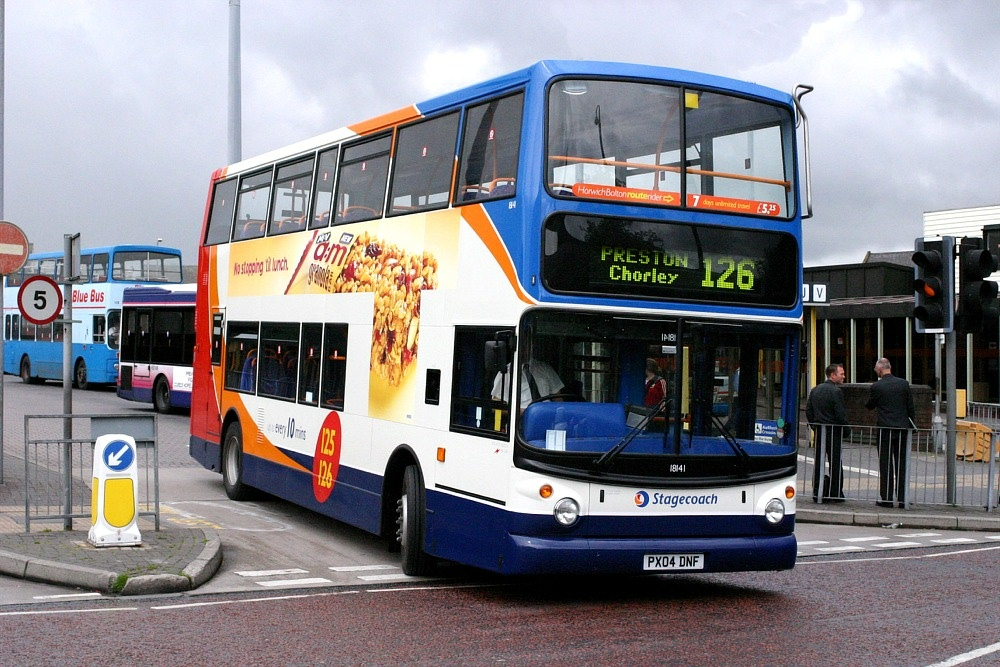
Trident 2
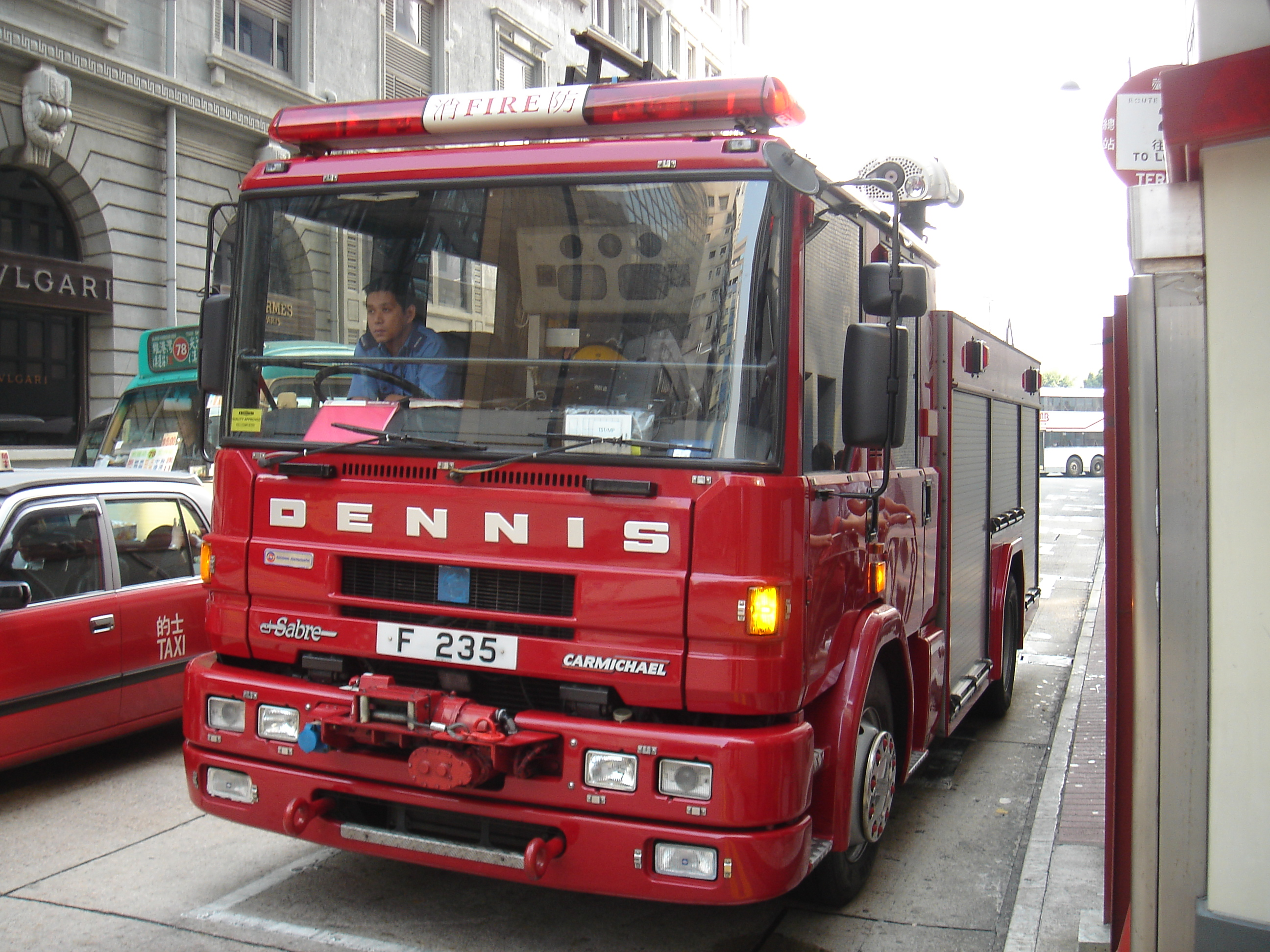
Dennis Sabre
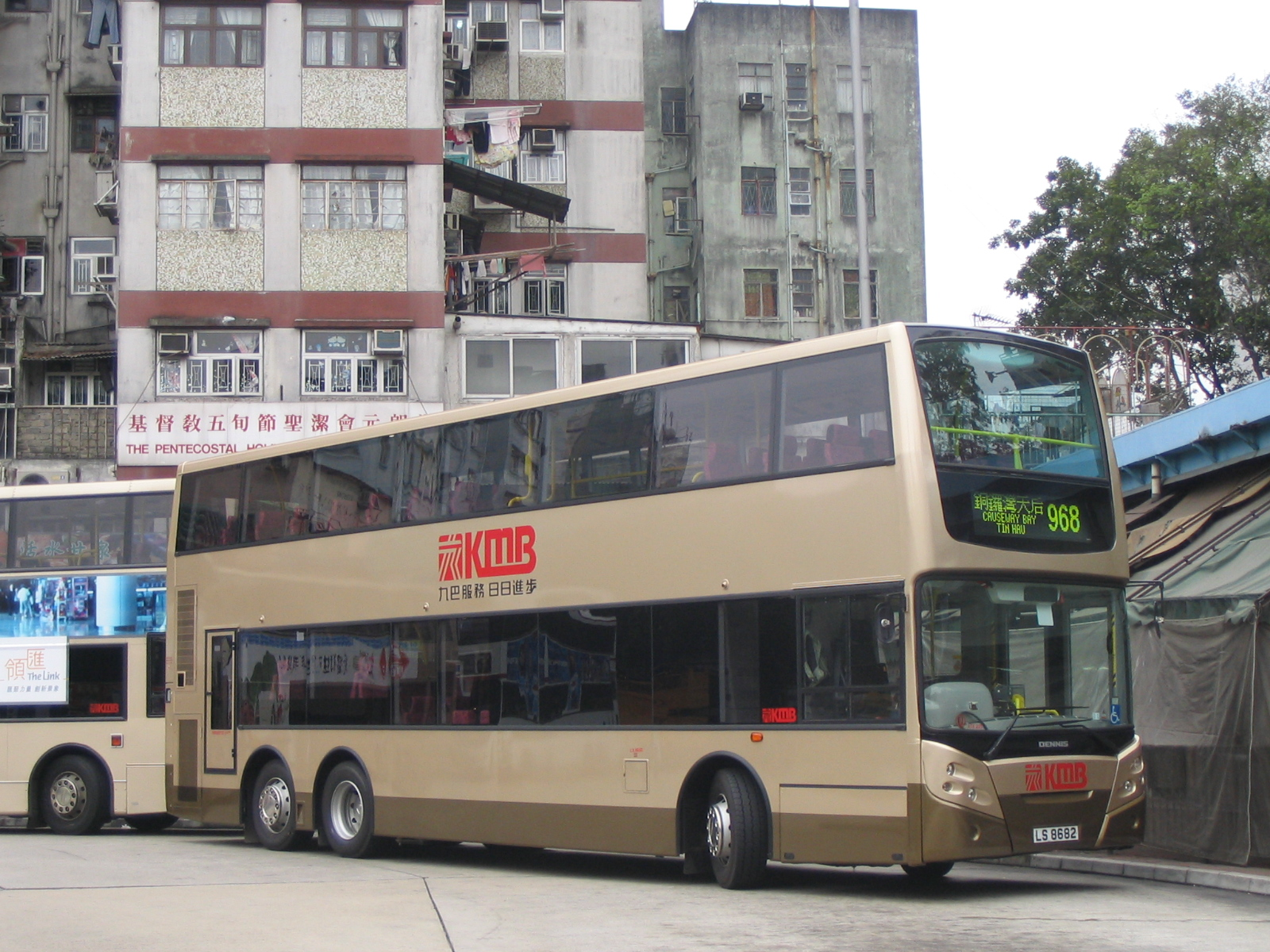
Enviro500